# Daptonema erectum
Daptonema erectum is een rondwormensoort uit de familie van de Xyalidae.